# John C. Dvorak
John Charles Dvorak (Los Ángeles, 5 de abril de 1952) es un columnista estadounidense y radioemisor en las áreas de tecnología e informática. Sus columnas se remontan al decenio de 1980, cuándo era un columnista regular en una variedad de revistas. Dvorak Era vicepresidente de Mevio, y ha sido un anfitrión en TechTV y Twit.tv. Es actualmente un coanfitrión del podcast No Agenda.

## Primeros años
John Charles Dvorak nació en 1952 en Los Ángeles, California. El sobrino de sociólogo y creador del Dvorak teclado, August Dvorak,  gradúe de la Universidad de California en Berkeley con un grado en historia, y un menor en química.

## Carrera

### Publicaciones
Dvorak Empezó su carrera como escritor de vino.
Ha escrito para varias publicaciones, incluyendo InfoWorld, PC Magazine (dos columnas separadas desde 1986), MarketWatch, BUG Magazine (Croacia) e Info Exame (Brasil). Dvorak ha sido columnista de Boardwatch, Forbes, Forbes.com, MacUser, MicroTimes, PC / Computing, Barron's Magazine, Smart Business y The Vancouver Sun. (La columna de MicroTimes se publicó bajo el letrero Última columna de Dvorak.) Ha escrito para The New York Times, Los Angeles Times, MacMania Networks, International Herald Tribune, The San Francisco Examiner y The Philadelphia Inquirer, entre muchas otras publicaciones.
En el episodio 524 del podcast No Agenda Dvorak mencionó que MarketWatch había "conseguido librarse de él" después de que Adam Curry hizo una sugerencia para su columna próxima. Dvorak no dio más detalles.[cita requerida]
Dvorak ha creado unos cuantos chistes recurrentes de tecnología; en el episodio 18 de TWiT (This Week in Tech) afirmó que, gracias a su proveedor de hosting, "no tiene spam."

### Libros
Dvorak ha escrito o coescrito cerca de una docena de libros, incluyendo Hypergrowth: The Rise and Fall of the Osborne Computer Corporation con Adam Osborne y Dvorak's Guide to Desktop Telecommunications en 1990, Dvorak's Guide to PC Telecommunications (Osborne McGraw-Hill, Berkeley, California, 1992), Dvorak's Guide to OS/2 (Random House, Nueva York, 1993) coescrita con Dave Whittle y Martin McElroy, Dvorak Predicts (Osborne McGraw-Hill, Berkeley, California, 1994), On-line! The Book (Prentice Hall PTR, octubre de 2003) coescrito con Wendy Taylor y Chris Pirillo y su último libro electrónico es Inside Track 2013.

## Premios y honores
La Computer Press Association reconoció a Dvorak con los premios a Mejor Columnista y Mejor Columna, y fue también el ganador en 2004 y 2005 del premio de la 2004 y 2005 ganador de premio de la American Business Editors Association a las mejores columnas en línea de 2003 y 2004, respectivamente.[cita requerida]
Fue creador y juez principal de los Premios Dvorak (1992–1997).
En 2001, fue galardonado con el premio del Telluride Tech Festival Award of Technology.
Le ha sido otorgado el título honorífico de Coronel de Kentucky, el título más alto del honor otorgado por la Commonwealth de Kentucky.
En julio de 2016, junto con Adam Curry, su show No Agenda ganó el Podcast Award a Mejor Podcast en la categoría "Política & Noticias".

## Televisión y medios de comunicación on-line
Dvorak formó parte del equipo inicial de CNET Networks, apareciendo en el programa de televisión CNET Central. También fue presentador de un programa de radio llamado Real Computing y, posteriormente, de 'Technically Speaking' en NPR, así como de un programa de televisión en TechTV (antes ZDTV) llamado Silicon Spin.
Apareció en Marketwatch TV y en This Week in Tech, un programa de podcast de audio y ahora de vídeo presentado por Leo Laporte y en el que participan otras antiguas personalidades de TechTV como Patrick Norton, Kevin Rose y Robert Heron. En su día, Dvorak fue expulsado del programa. Desde diciembre de 2005, ese "TWiTcast" se sitúa regularmente entre los 5 primeros puestos de la tienda de música iTunes de Apple.[cita requerida] Dvorak también participó en el único podcast Triangulation, un programa similar de debate tecnológico copresentado. En marzo de 2006, Dvorak inició un nuevo programa llamado CrankyGeeks en el que dirigía un panel rotativo de gurús tecnológicos "malhumorados" en discusiones sobre las noticias tecnológicas de la semana. El último episodio (nº 237) se emitió el 22 de septiembre de 2010.
Mevio contrató a Dvorak como vicepresidente y editor jefe del nuevo canal Mevio TECH en 2007. Gestiona el contenido de la programación tecnológica existente de Mevio. También presentaba el programa "Tech5", en el que Dvorak discutía las noticias tecnológicas del día en aproximadamente 5 minutos. El programa está fuera de producción desde finales de 2010. Dvorak también copresenta un podcast con el cofundador de Mevio, Adam Curry, llamado No Agenda. El programa es una conversación sobre las noticias de la semana, los sucesos en las vidas de los anfitriones y sus familias, y críticas de restaurantes de las cenas que Dvorak y Curry tienen juntos cuando están en la misma ciudad (normalmente San Francisco). Curry suele tener opiniones más extravagantes sobre las noticias de la semana o los acontecimientos mundiales, mientras que Dvorak pretende hacer de hombre recto en el diálogo.
Desde principios de 2011, Dvorak es uno de los "CoolHotNot Tech Xperts", junto con Chris Pirillo, Jim Louderback, Dave Graveline, Robin Raskin, Dave Whittle, Steve Bass y Cheryl Currid. En el sitio web de CoolHotNot, Dvorak comparte su "Lista de favoritos" de productos electrónicos de consumo, su "Lista de deseados" de productos tecnológicos que le gustaría probar y su "Lista de decepcionados" de productos tecnológicos que le resultaron decepcionantes.
Dvorak presentaba el programa X3 que, al igual que el desaparecido Tech 5, era un reparto corto centrado en la tecnología. A diferencia de Tech 5, tenía un formato de vídeo, junto con dos presentadores adicionales. La última actualización fue el 24 de junio de 2012.
Desde septiembre de 2009, Dvorak presenta el podcast DH Unplugged con el gestor de dinero personal Andrew Horowitz.
Es un cofundador (con Gina Smith y el fallecido Jerry Pournelle) del sitio web anewdomain.net, donde también sirve como columnista.
En septiembre de 2015, Leo Laporte "prohibió" a Dvorak -su amigo de siempre y frecuente invitado- de TWiT por varios comentarios que Dvorak hizo en Twitter. En respuesta a los comentarios de Dvorak de que Laporte era parcial, Laporte le dijo a Dvorak "no tendrás que volver a preocuparte por eso". Laporte se disculpó unos cuantos días más tarde. Dvorak Regresó a TWiT el 23 de diciembre de 2018.

## Crítica y defensa de las nuevas tecnologías
El 19 de febrero de 1984, en un artículo publicado en The San Francisco Examiner, Dvorak enumeró el ratón como una de las muchas razones por las que el ordenador Macintosh de Apple Inc. podría no tener éxito: "El Macintosh utiliza un dispositivo señalador experimental llamado 'ratón'. No hay pruebas de que la gente quiera usar estas cosas." En 1987 revisó el artículo y se retractó, escribiendo "El ratón del Mac es genial. Me he convertido".
En 1985, después de que Steve Jobs dejara Apple, Dvorak escribió: "Quizás cuando el humo se aclare, habremos escuchado lo último de Steve Jobs como gurú, vidente, visionario y víctima desventurada también... Seguirá el camino de la piedra para mascotas, los cuchillos de trinchar eléctricos, la masilla tonta, Tiny Tim y el trabajo de pintura de tres tonos. Esperemos que sí". : 58 
En la edición del 26 de mayo de 1987 de PC Mag, Dvorak investigó el origen del término nerd, acreditando y citando a Theodor S. Geisel (Dr. Seuss) por haber acuñado la frase en 1950 porque "nunca había escuchado la palabra antes".
En su 2007 artículo para MarketWatch con respecto al iPhone, Dvorak escribió: "Si [Apple es] inteligente, llamará al iPhone "diseño de referencia" y se lo pasará a algún imbécil para que lo construya con el presupuesto de marketing de otro. Así podrá lavarse las manos de cualquier fracaso en el mercado. [...] Debería hacerlo inmediatamente antes de que sea demasiado tarde"."
Aunque más tarde admitió haberse equivocado acerca de su éxito, criticó el iPad de Apple cuando apareció por primera vez en 2010, afirmando que no era diferente de otras tabletas anteriores que habían fallado: "No puedo verlo escapar de la zona muerta de la tableta en el corto plazo".. "
Dvorak ha mencionado en el pasado que es fanático de MorphOS y usó Video Toaster en su apogeo.
En 2018, Dvorak escribió un artículo en Medium en el que afirma que fue despedido de PC Magazine debido a un artículo que escribió que era crítico con 5G.

## Críticas a Creative Commons
En 2005, Dvorak escribió un artículo de opinión en el que criticaba las licencias de Creative Commons titulado "Creative Commons Humbug".

## Vida personal
Dvorak se casó con Mimi Smith-Dvorak el 8 de agosto de 1988.
Está catalogado como ministro de la Iglesia de Vida Universal.
Dvorak dijo en el programa 600 de No Agenda que ocasionalmente publica en línea bajo el seudónimo de Mark Pugner.